# Maurice Wilks
Maurice Cary Ferdinand Wilks (19. srpna 1904 ostrov Hayling, Hampshire, Anglie — 8. září 1963 Newborough, Anglesey, Anglie) byl britský automobilový a letecký inženýr. Krátce před svou smrtí v roce 1963 se stal generálním ředitelem britské automobilky Rover. V této společnosti odpovídal za myšlenku a koncept vývoje terénního užitkového vozu Land Rover.

## Život a kariéra

### Mládí
Narodil se v roce 1904 na ostrově Hayling v britském hrabství Hampshire. Vzdělání získal na Malvern College ve městě Malvern.
V roce 1926 odešel pracovat pro firmu General Motors do Spojených států. Po dvou letech, strávených v Americe, se vrátil zpátky do Anglie a začal pracovat pro společnost Hillman Motor Car Company, sídlící v městě Coventry. Zde byl zaměstnán po dva roky jako projektant.

### Rover

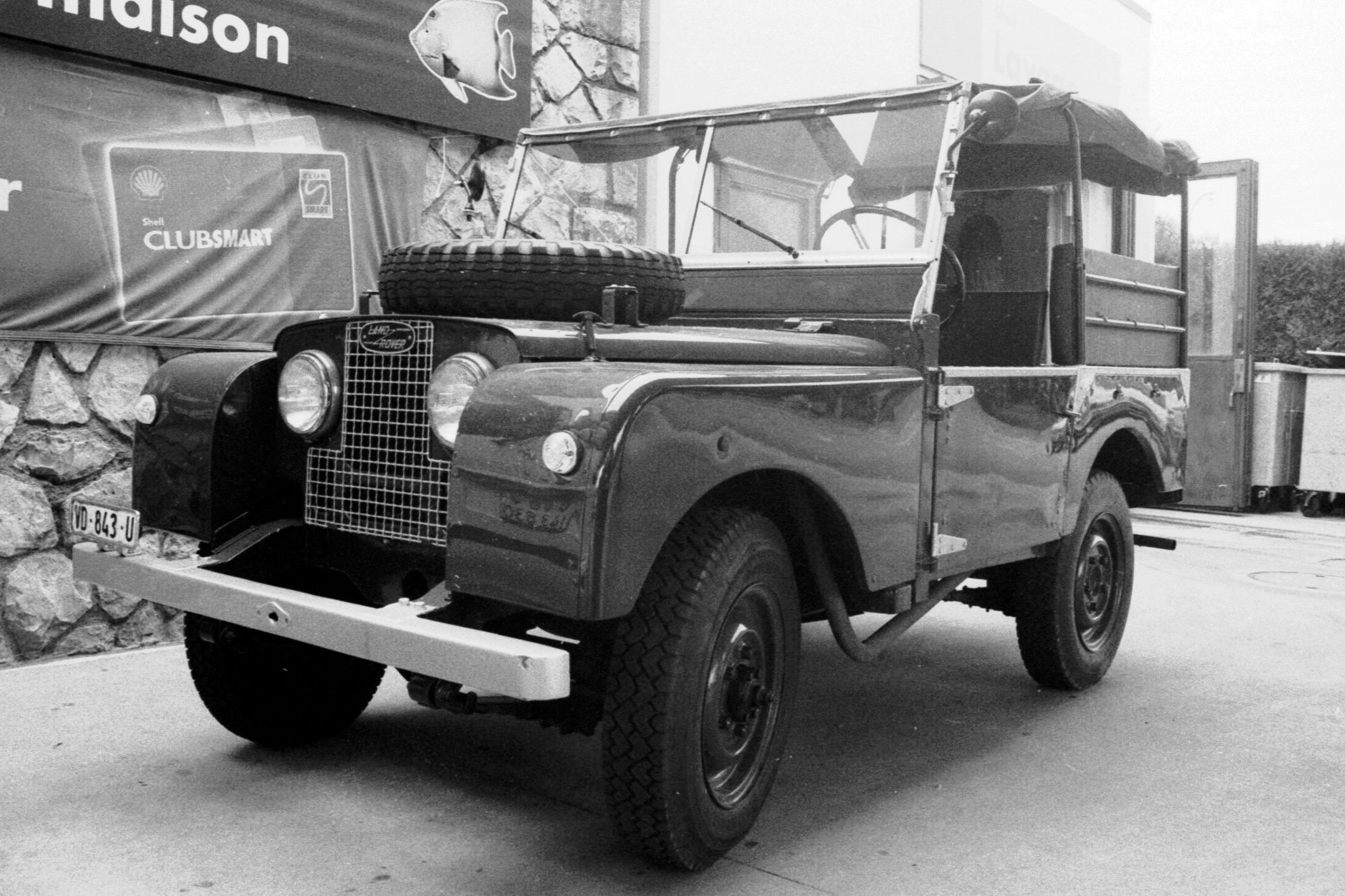
Land Rover Series I

V roce 1930 přestoupil jako hlavní inženýr do automobilky Rover a přidal se tak k svému bratrovi, Spencerovi, který byl v tom čase v Roveru výkonným ředitelem. Během druhé světové války vedl v Roveru tým, který vyvíjel letecké motory s využitím plynové turbiny podle konceptu Franka Whittla.

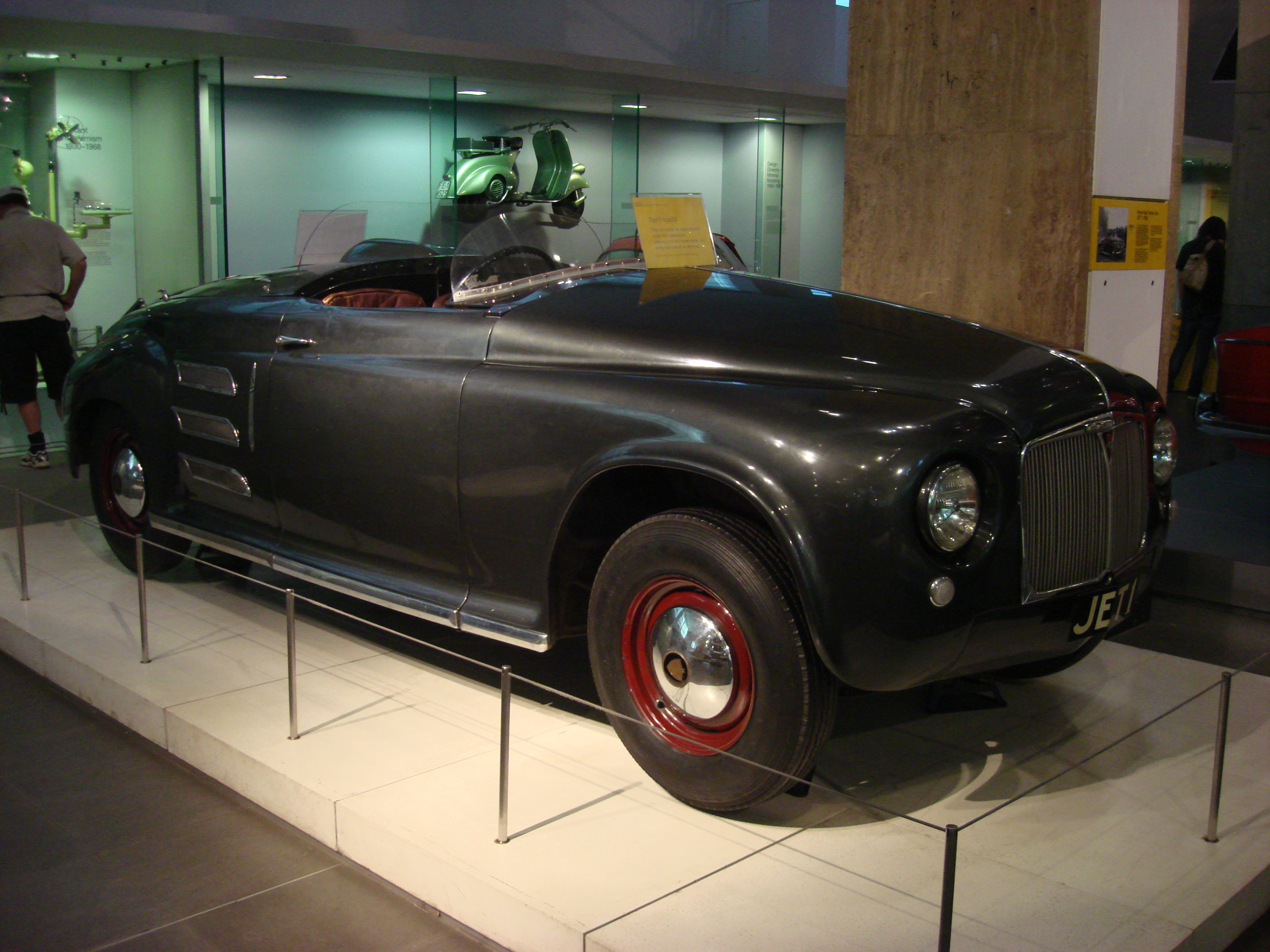
Automobil Rover JET 1 poháněný plynovou turbinou

Krátce po válce dostal, společně se svým bratrem Spencerem, nápad k výrobě zemědělského vozidla s pohonem 4x4, kterému dali název Land Rover. Inspiraci nalezli na Wilksově farmě v Anglesey, kde používal při zemědělských pracích vozidlo Jeep Willys MB, vyřazené jako přebytečné z armády.
V létě 1947 Rover postavil první prototyp vozu Land Rover, postaveného na podvozku Jeep. V září 1947 automobilka povolila výrobu padesáti zkušebných kusů pro účely testování. Land Rover byl definitivně představen v roce 1948 na autosalonu v Amsterdamu.
Po válce pokračoval stejně tak v práci na motorech s plynovou turbínou, což vedlo k tomu, že Rover v roce 1949 představil Rover JET 1, první automobil s tímto typem pohonu.
V roce 1960 byl jmenován výkonným ředitelem Roveru a krátce na to, v roce 1962, generálním ředitelem celé společnosti.
Krátce na to, v roce 1963, však zemřel, a to na svém statku poblíž vesnice Newborough na ostrově Anglesey.

## Bratr
Jeho bratr Spencer Bernau Wilks (1891–1971) byl výkonním ředitelem Roveru a švagrem Johna Blacka, zakladatele další britské automobilky Standard Motor Company.